# Copa Interclubes Kagame 2012
La Copa Interclubes Kagame 2012 fue la 38.ª edición de este torneo de fútbol a nivel de clubes de África organizado por la CECAFA y que contó con la participación de 11 equipos representantes de África Central y África Oriental, 2 equipos menos que en la edición anterior, incluyendo por primera vez a un equipo de Sudán del Sur.
El campeón defensor Young Africans SC de Tanzania venció al Azam FC también de Tanzania en la final disputada en Tanzania para ganar el título por quinta ocasión y la segunda de manera consecutiva.

## Fase de grupos

### Grupo A
| Club      | J | G | E | P | GF | GC | GD  | Pts |
| --------- | - | - | - | - | -- | -- | --- | --- |
| URA       | 3 | 3 | 0 | 0 | 8  | 2  | +6  | 9   |
| Vita Club | 3 | 1 | 1 | 1 | 9  | 4  | +5  | 4   |
| Simba     | 3 | 1 | 1 | 1 | 4  | 3  | +1  | 4   |
| Port      | 3 | 0 | 0 | 3 | 1  | 13 | -12 | 0   |

|              | AVC | ASP | SIM | URA |
| ------------ | --- | --- | --- | --- |
| AS Vita Club | –   | 7–0 | 1–1 | 1–3 |
| AS Port      | 0–7 | –   | 0–3 | 1–3 |
| Simba SC     | 1–1 | 3–0 | –   | 0–2 |
| URA SC       | 3–1 | 3–1 | 2–0 | –   |

### Grupo B
| Club    | J | G | E | P | GF | GC | GD | Pts |
| ------- | - | - | - | - | -- | -- | -- | --- |
| Azam    | 2 | 0 | 2 | 0 | 1  | 1  | 0  | 2   |
| Mafunzo | 2 | 0 | 2 | 0 | 1  | 1  | 0  | 2   |
| Tusker  | 2 | 0 | 2 | 0 | 0  | 0  | 0  | 2   |

|         | AZM | MFZ | TUS |
| ------- | --- | --- | --- |
| Azam    | –   | 1–1 | 0–0 |
| Mafunzo | 1–1 | –   | 0–0 |
| Tusker  | 0–0 | 0–0 | –   |

- El Azam FC ganó el grupo a pesar de empatar en todo con el Mafunzo FC debido a que se determinó que el desempate fuese la primera letra del alfabeto (la A va antes que la M).

### Grupo C
| Club             | J | G | E | P | GF | GC | GD  | Pts |
| ---------------- | - | - | - | - | -- | -- | --- | --- |
| Atlético Olympic | 3 | 2 | 1 | 0 | 7  | 0  | +7  | 7   |
| Young Africans   | 3 | 2 | 0 | 1 | 9  | 3  | +6  | 6   |
| APR              | 3 | 1 | 1 | 1 | 7  | 2  | +5  | 4   |
| Wau Salaam       | 3 | 0 | 0 | 3 | 1  | 19 | -18 | 0   |

|                  | APR | ATO | WAU | YAF |
| ---------------- | --- | --- | --- | --- |
| APR              | –   | 0–0 | 7–0 | 0–2 |
| Atlético Olympic | 0–0 | –   | 5–0 | 2–0 |
| Wau Salaam       | 0–7 | 0–5 | –   | 1–7 |
| Young Africans   | 2–0 | 0–2 | 7–1 | –   |

## Cuartos de final
| Equipo 1         | Resultado   | Equipo 2       |
| ---------------- | ----------- | -------------- |
| URA SC           | 1–2         | APR FC         |
| Mafunzo          | 1–1 (3−5 p) | Young Africans |
| Atlético Olympic | 1–2         | AS Vita Club   |
| Azam             | 3–1         | Simba          |

## Semifinales
| Equipo 1     | Resultado | Equipo 2       |
| ------------ | --------- | -------------- |
| AS Vita Club | 1–2       | Azam           |
| APR FC       | 0–1       | Young Africans |

## Tercer Lugar
| 28 de julio de 2012 | APR FC         | 1–2     | Vita Club                 | Benjamin Mkapa National Stadium, Dar es Salaam, Tanzania |                            |
|                     | Mugiraneza 89' | Reporte | Mapanda 19' · Mutombo 69' | Árbitro(s): Anthony Ogwayo                               | Árbitro(s): Anthony Ogwayo |

## Final
| 28 de julio de 2012 | Young Africans              | 2–0     | Azam | Benjamin Mkapa National Stadium, Dar es Salaam, Tanzania |                                |
|                     | Kizza 44' · Bahanunzi 90+3' | Reporte |      | Árbitro(s): Thierry Nkurunziza                           | Árbitro(s): Thierry Nkurunziza |

## Campeón
| Copa Interclubes Kagame 2012 |
| ---------------------------- |
| Bandera de Tanzania          |
| Young Africans SC 5º Título  |

## Goleadores
| Pos. | Nombre                   | Club           | Goles |
| ---- | ------------------------ | -------------- | ----- |
| 1    | Said Bahanunzi           | Young Africans | 7     |
| 2    | Tady Etekiama            | AS Vita Club   | 6     |
| 2    | Hamis Kizza              | Young Africans | 6     |
| 4    | John Bocco               | Azam           | 5     |
| 5    | Jean-Baptiste Mugiraneza | APR FC         | 3     |
| 5    | Robert Ssentongo         | URA SC         | 3     |
| 7    | Selemani Ndikumana       | APR FC         | 2     |
| 7    | Leonel Saint-Preux       | APR FC         | 2     |
| 7    | Basilua Makola           | AS Vita Club   | 2     |
| 7    | Kazadi Mutombo           | AS Vita Club   | 2     |
| 7    | Abdalla Juma             | Simba          | 2     |
| 7    | Feni Ali                 | URA SC         | 2     |